# Минцлов, Сергей Рудольфович
Сергей Рудольфович Минцлов (1 [13] января 1870, Рязань, Российская империя — 18 декабря 1933[…], Рига, Латвия) — русский писатель, мемуарист, беллетрист и драматург, библиограф и коллекционер книг, участник археографических экспедиций. 

## Происхождение
Сергей Рудольфович Минцлов по отцовской линии был потомком дворянского литовского рода, двое представителей которого пали в Грюнвальдском сражении 1410 года, когда тевтонская армия была разгромлена объединённым польско-литовским войском под командованием короля Владислава Ягайло. Дед писателя Рудольф Иванович Минцлов (1811—1883) преподавал немецкий язык будущему императору Александру III и его братьям, был старшим хранителем иностранного отдела Императорской публичной библиотеки, а его супруга Эрнестина де Галле была поэтессой и переводчицей. Отец Рудольф Рудольфович Минцлов (1845—1904) — юрист, публицист и библиофил, секретарь Юридической комиссии Союза русских писателей; сестра — Анна Рудольфовна Минцлова. В 1892 году женился на Марии Алексеевне Пеньковой, впоследствии видной деятельнице тифлосурдопедагогики и детской писательнице.

## Учёба
В 1880-х годах окончил реальное училище в Москве. В 1888 году окончил Нижегородский им. графа Аракчеева кадетский корпус, где организовал литературный и театральный кружки. В 1890 году окончил московское Александровское военное училище и был произведён в офицеры. Впоследствии признавал, что ему по-настоящему повезло с преподавателями, среди которых были и «гостевые лекторы» из Московского университета. Особенное удовольствие получал от лекций Фёдора Ивановича Буслаева, специалиста по древним текстам. Имел перспективу поступить в гвардию, однако выбрал иной путь. Сызмальства интересовавшийся культурой и историей Литвы, вотчины своих предков, юноша решил служить в 106-м пехотном Уфимском полку, расквартированном в Вильно. Часто посещал заброшенные усадьбы шляхтичей, подвергая интерьеры дотошному научному исследованию, результаты которого скрупулёзно фиксировал. Страстное увлечение предопределило его дальнейшую судьбу. 
В 1892 году подал в отставку и поступил на службу в таможенный департамент Министерства финансов. В 1895 году окончил Нижегородский археологический институт.

## Жизнь в России
С 1895 года жил в Одессе, где впервые были изданы его стихотворения и комедии, совершал археографические экспедиции по дворянским усадьбам, скупая ценные книги, рукописи и предметы старины. В 1899 году переехал в Санкт-Петербург. Получив наследство, в 1901 году вместе с женой основал приготовительное училище для девочек, в 1904 году преобразованное в 7-классное Рождественное коммерческое училище с программой мужских гимназий. В 1904 года издал каталог «Редчайшие книги, написанные в России на русском языке», в т. ч. с описанием изданий, находившихся под цензурным запретом. В  1911—1912 годах в Новгороде увидел свет его пятитомный труд «Обзор записок, дневников, воспоминаний, писем и путешествий, относящихся к России», включающий 5000 мемуарных текстов, написанных до XX века, что является самым крупным собранием русской мемуарной литературы. В 1913 году вышло «Книгохранилище Сергея Рудольфовича Минцлова», принёсшее автору большую популярность.
В 1910—1911 годах был земским начальником Богоявленского округа Уфимской губернии, в 1911—1912 годах состоял чиновником по особым поручениям при новгородском губернаторе, секретарём Новгородского губернского статистического комитета, хранителем Новгородского музея, в 1912—1913 годах служил в Полтавской губернии, с 1914 года — чиновником особых поручений при Главном управлении землеустройства и земледелия. 
Во время Первой мировой войны в 1915 году был мобилизован на военную службу, перевёлся из тыловой киевской дружины на Кавказский фронт, с 1916 года — офицер штаба Трапезондского укреплённого района, затем был и. о. начальника Трапезондского военного округа и редактором газеты «Трапезондский военный листок».

## Эмиграция
В августе 1917 году вернулся в своё фамильное имение Кемере под Выборгом, который в 1918 году вошёл в состав Финляндии. Побывал в Великобритании, Португалии, Греции, Франции, затем был директором русской гимназии в сербском г. Нови-Сад, а с 1924 года обосновался в Риге, где существовала русская диаспора и появился добрый друг — общественный деятель, лидер латвийских старообрядцев Иван Заволоко. Благоприятная атмосфера способствовала творчеству: Минцлов выпустил 20 книг, причём значительную их часть в собственном издательстве. Его мемуарам свойственен исповедальный, лирико-доверительный тон. По свидетельству автора: «За всю свою жизнь я никогда не состоял ни в какой политической партии и не принимал участия в политических кружках и делах. Я всегда оставался свободным человеком и мои записи не подсказаны мне партийной дисциплиной, а являются точным отражением того, что совершалось перед моими глазами». Заслуженный успех имели исторические романы и приключенческие повести. Петр Моисеевич Пильский писал : «Теперь „широкая публика“ знает, главным образом, Минцлова-беллетриста, но раньше эта сторона затмевалась учёными, исследовательскими трудами». Исторические романы Минцлова пользовались огромной популярностью у русских эмигрантов; в 1933 году его книги занимали первое место по выдачам в Тургеневской библиотеке в Париже.
Библиотечная коллекция Минцлова была частично утеряна в 1917-1918 годах, а в 1925 году он вынужден был продать её лейпцигской антикварной фирме, которая затем перепродала их Прусской государственной библиотеке. Представление о ценности коллекции даёт роман другого рижского собирателя русской книги Станислава Рубинчика «Рукопись, найденная в саквояже» (Рига, 1978).
Скончался после тяжёлой болезни в Риге, оставив короткое завещание: «Похороны прошу устроить скромные. Могилу прошу густо засыпать еловыми ветками и только потом землёй... Дорогие мои, прощайте! Буду следить с того света за Вашей жизнью и желаю всем светлых дней и радости». Похоронен на Покровском кладбище.

## Сочинения
- Стихотворения. 1888—1897. Одесса: тип. Института графических искусств «Порядок», 1897.
- Женихи. Комедия в 4 действиях. Одесса: «Экономич.» тип., 1898.
- Женское дело. Комедия в 5 действиях. Одесса: типография Института графических искусств «Порядок», 1899.
- Клад. Повесть для детей. СПб.: тип. А. Е. Колпинского, 1900 (СПб.: Ц. Крайз и К°, 1902; СПб.: Всходы, [1911]).
- Война и приключения оловянных солдатиков. Из воспоминаний реалиста. Рассказ. СПб.: К. Ф. Попов, 1900 (1901, 1904).
- Боярин Кучко. Историческая драма в 4 действиях и 6 картинах. Варшава; СПб.: М. Залшупин, 1901.
- Беглецы. Повесть. СПб.: Ц. Крайз, 1902 (СПб.: Всходы, 1912; М.: Русская миссия, 2004).
- На заре XVII века. Исторический роман. СПб.: Ц. Крайз, 1902 (СПб.: тип. А. Е. Колпинского, 1908; СПб.: Всходы, 1910).
- Первый камень. Историческая драма в 5 действиях и 6 картинах. СПб.: Ц. Крайз, 1902.
- В грозу. Историческая повесть из эпохи Петра Великого. Ч. 1-2. СПб.: О. Н. Попова, 1903 (Рига, 1927).
- Каникулы. Рассказы В. А. и С. Минцлова. [Санкт-Петербург], ценз. 1904.
- Редчайшие книги, напечатанные в России на русском языке. СПб.: тип. И. В. Леонтьева, 1904.
- В лесах Литвы. Историческая повесть. Ч. 1-2. СПб.: редакция журнала «Всходы», 1905.
- Опись книгохранилища Сергея Рудольфовича Минцлова. СПб.: тип. И. В. Леонтьева, 1905.
- На Крестах. Историческая повесть. СПб.: тип. спб. акц. общ. «Слово», 1906.
- Царь царей… Повесть. Ч. 1-2. СПб.: тип. СПб. т-ва «Труд», 1906 (СПб.: Всходы, [1912], 3-е изд.; Огненный путь. Роман. 4-е изд. Рига: Книгоиздательство «Восток» (Vards)).
- Во тьме. Повесть. СПб.: тип. СПб. АО «Слово», 1907.
- Четырнадцать месяцев «свободы печати». 17 октября 1905 — январь 1907. Заметки библиографа // Былое. 1907.
- Волченок. Исторический рассказ. СПб.: Н. Морев, 1909.
- Без идеалов. 5 картин из современной жизни. Уфа: Электрич. губ. тип., 1910.
- Очерки Приуралья. Восточная часть Стерлитамакского уезда. Уфа: Электрич. губ. тип., 1910.
- Собрание сочинений. Т. 1. СПб.: Всходы, 1910.
- Литва. Исторические повести (На заре века; В лесах Литвы; На крестах). СПб.: К. Н. Кособрюхов, 1911.
- Обзор записок, дневников, воспоминаний, писем и путешествий, относящихся к истории России и напечатанных на русском языке / Сост. С. Р. Минцлов, секретарь Новгородского губ. стат. ком., хранитель Новгородского музея. Вып. 1-5. Новгород: Губернская типография, 1911—1912 (Leipzig: Zentralantiquariat der DDR, 1976).
  - Выпуск I
  - Выпуски II и III
  - Выпуски IV и V
- Каталог книг Публичной библиотеки Новгородского губернского статистического комитета / Сост. под ред. секретаря Комитета С. Р. Минцлова. Новгород, 1912.
- Список населённых мест Новгородской губернии. Вып. 9 / Под ред. С. Р. Минцлова. Новгород, Губернская типография, 1912. 80 с.
- Предисловие // Записки игуменьи Марии, урождённой княжны Одоевской. Новгород: Губ. тип., 1912.
- Книгохранилище Сергея Рудольфовича Минцлова. СПб.: тип. Л. Я. Ганзбурга, 1913.
- Странное… О влиянии имени на судьбу человека. Пг.: тип. Л. Я. Ганзбурга, 1914 (Власть имён. Пг. : тип. т-ва А. С. Суворина, 1915).
- Подделки старины. Памятка любителям и собирателям её. Конотоп: тип. Ш. А. Левина, 1915.
- Дебри жизни. Дневник, 1910—1915 гг.: Урал, Новгород, Малороссия. Берлин: Сибирское книгоиздательство, 1915 (Берлин, 1923; Уфа: Башкирское книжное издательство, 1992; М.: РГБ, 2004).
- Предисловие // Минцлова К. Д. Далёкий край. Путешествие по Урянхайской земле. 1915 (Кызыл, 1993).
- Памятники древности в Урянхайском крае. Пг.: Тип. Императорской академии наук, 1916.
- Статистический очерк Трапезондского округа. Трапезунд, 1916.
- В таможенном мире. Из воспоминаний. Трапезунд: типография Штаба Трапезундского укреплённого района, 1917.
- Исторические драмы. Сказка прошлого. Боярин Кучко. За власть. Трапезунд: типография Штаба Трапезундского укреплённого района, 1917.
- Неведомое. Рассказы (Рассказы монет; Нумизматическая фантазия; Тайна; Страшный суд). Трапезунд: типография Штаба Трапезундского укреплённого района, 1917.
- Рассказы (Тайна стен; Под окном жизни; Пленный рыцарь; Последние боги). Трапезонд : типография Штаба Трапезундского укреплённого района, 1917.
- Несколько слов о подделках старины. Трапезунд: типография Штаба Трапезундского укреплённого района, 1917.
- За мёртвыми душами. Берлин: Сибирское книгоиздательство, [1921] (Paris: Lev, [1978], репринт; М. : Книга, 1991).
- Царь Берендей. Berlin: Медный всадник, [1923].
- Под шум дубов. Исторический роман. Берлин: Сибирское книгоиздательство, [1924].
- Далёкие дни. Воспоминания 1870—1890 гг. Берлин: Сибирское книгоиздательство, [1925].
- Трапезондская эпопея. Дневник: Киев, Трапезонд, Финляндия. Берлин: Сибирское книгоиздательство, [1925].
- Сны земли. Роман. Берлин: Сибирское книгоиздательство, [1925].
- Синодик библиотек, архивов и коллекций, погибших во время великой войны и революции. Берлин, 1925. 10 с.
- Закат. Роман. Берлин: Сибирское книгоиздательство, [1926].
- Прошлое… (Очерки из жизни царской семьи). София: Зарницы, [1926].
- То, чего мы не знаем. Рассказы. (Атлантида; Последние боги; Тайна стен; Кольцо царя Митридата; Вечная слава). София: Зарницы, [1926].
- Волки. Исторический роман. Рига: Издательство М. Дидковский, 1927.
- Святые озера. Недавнее. Рига, 1927 (Вашингтон: издание Русского книжного дела в США Victor Kamkin Inc., 1970).
- Лесная быль. Исторический роман. Рига: Изд. М. Дидковскаго, [1927]
- Секретное поручение. Путешествие в Урянхай. Рига: Сибирское книгоиздательство, 1928.
- Приключения студентов. Исторический авантюрный роман. Рига: Сибирское книгоиздательство, 1928 (Лондон: Bodley Head (Lane), [1928]; М.: Подвиг, 2005).
- Чернокнижник. (Таинственное). Рига: Дидковский, [1928] (сборник рассказов).
- Гусарский монастырь. Исторический роман. [Б.м.]: [б.и.], [1930] (СПб.: Ленинград, 2013).
- Мистические вечера. Записки Общества любителей осенней непогоды / С критико-биогр. очерком Петра Пильского. Рига: Восток, [1930].
- Орлиный взлёт. Исторический роман. Рига, 1931 (Минск: Беларуская навука, 2018).
- Петербург в 1903—1910 годах. Рига: Книга для всех, 1931.
- У камелька. (Моя молодость). Рига, [1933].
- Pabėgėliai. Аutobijografiški nuotykiai. Kaunas; Marijampolė: Dirvos, 1933.
- Похождения археологов. Роман. 4-е изд. Рига : Восток, [193?].
- Мерцанье дали. Роман. Рига: Восток, [19--].
- Свистопуп. Юмористические и др. рассказы. Рига: Восток, [19--].